# Fome

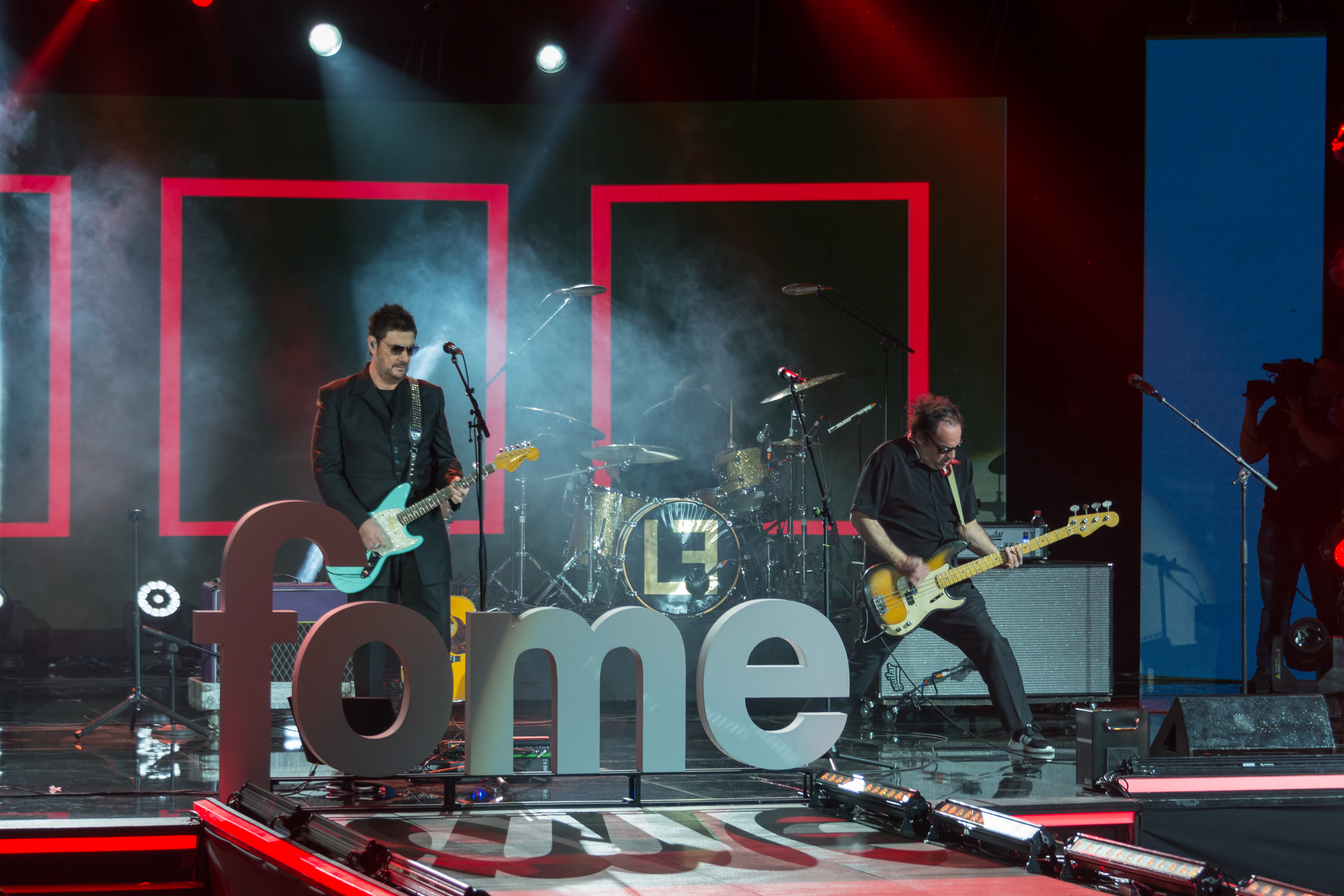
Los Tres en un homenaje a Fome en los Premios Pulsar 2019.

Fome es el cuarto álbum de estudio de la banda chilena Los Tres. Publicado en 1997, es considerado por diversos críticos, y por el propio Álvaro Henríquez, como su mejor material de estudio.[cita requerida]
La carátula muestra un anuncio publicitario de la década de 1960 con que editorial Salvat promocionaba su enciclopedia por fascículos Monitor, mientras que el título es un chilenismo que quiere decir «aburrido, soso, tedioso».
En abril de 2008, la edición chilena de la revista Rolling Stone situó a este álbum como el 29.º mejor disco chileno de todos los tiempos.

## Lista de canciones
Todas las canciones escritas y compuestas por Álvaro Henríquez, excepto donde se indique. 
| N.º | Título                                   | Escritor(es)                       | Duración |  |
| 1.  | «Claus»                                  | Lindl                              | 1:44     |  |
| 2.  | «Bolsa de mareo»                         |                                    | 3:36     |  |
| 3.  | «Toco fondo»                             | Henríquez, Lindl, Fernan Rodríguez | 2:58     |  |
| 4.  | «Olor a gas» (Dedicada a Pedro Caparrós) | Henríquez, Parra, Lindl            | 3:43     |  |
| 5.  | «De hacerse se va a hacer»               |                                    | 2:45     |  |
| 6.  | «Antes»                                  | Henríquez, Lindl                   | 3:44     |  |
| 7.  | «Fealdad»                                |                                    | 2:50     |  |
| 8.  | «Jarabe para la tos»                     |                                    | 3:39     |  |
| 9.  | «Libreta»                                | Henríquez, Lindl                   | 4:48     |  |
| 10. | «Me arrendé»                             |                                    | 3:31     |  |
| 11. | «Silencio»                               |                                    | 2:19     |  |
| 12. | «La torre de Babel»                      |                                    | 3:32     |  |
| 13. | «Pancho»                                 |                                    | 5:02     |  |
| 14. | «Restorán»                               | Henríquez, Lindl, Parra, Molina    | 4:00     |  |
| 15. | «Largo»                                  | Lindl                              | 2:21     |  |

## Créditos

### Músicos
- Álvaro Henríquez: Voz, Guitarra rítmica, Batería en «Claus» y «Largo»
- Ángel Parra: Guitarra solista, Bajo en «Fealdad», Coros
- Roberto "Titae" Lindl: Contrabajo, Bajo, Acordeón, Órgano, Coros
- Francisco Molina: Batería, Percusión, Bajo en «Pancho»

Otros créditos musicales
- Claus: Coros en «Silencio» y «Restorán»
- Joe Blaney: Coros y percusión en «Restorán»

### Otros
- Grabado por Joe Blaney en los estudios Bearsville, Woodstock, NY[1]
- Ingenieros asistentes en Bearsville: Scott Gormley y Paul Schiavo
- Mezclado en los estudios Sony Music de NYC
- Ingenieros asistentes en Sony Music: Jim (J. Blunt) Caruana
- Masterizado por Vlado Meller en los estudios Sony Music de NYC

## Posicionamiento
| Publicación   | País           | Lista                                                   | Año  | Puesto |
| ------------- | -------------- | ------------------------------------------------------- | ---- | ------ |
| Alborde       | Estados Unidos | Los 250 álbumes más importantes del Rock Iberoamericano | 2006 | 136    |
| Rolling Stone | Chile          | Los 50 mejores discos chilenos                          | 2008 | 29     |